# Clemente Micara
Clemente Micara (24. prosince 1879, Frascati – 11. března 1965, Frascati) byl italský římskokatolický duchovní, biskup, diplomat Svatého Stolce, který působil jako první apoštolský nuncius v Československu (1920–1923), od roku 1946 kardinál.
V roce 1952 položil základní kámen baziliky San Giovanni Bosco in Via Tuscolana. Litoměřického pomocného biskupa Antonína Čecha vysvětil na biskupa.